# سیارک ۲۱۱۹
سیارک ۲۱۱۹ (به انگلیسی: 2119 Schwall، نامگذاری:1930QG) دو هزار و صد و نوزدهمین سیارک کشف شده‌است که در ۳۰ اوت ۱۹۳۰ و در هایدلبرگ کشف شد.
قدر مطلق سیارک برابر ۱۲٫۸۰ است.